# (4183) Cuno
(4183) Cuno es un asteroide perteneciente a los asteroides Apolo descubierto el 5 de junio de 1959 por Cuno Hoffmeister desde el Observatorio Boyden de Bloemfontein, República Sudafricana.

## Designación y nombre
Cuno se designó inicialmente como 1959 LM.
Más tarde, en 1991, fue nombrado en honor del descubridor.

## Características orbitales
Cuno está situado a una distancia media de 1,982 ua del Sol, pudiendo acercarse hasta 0,7247 ua y alejarse hasta 3,24 ua. Su excentricidad es 0,6344 y la inclinación orbital 6,708 grados. Emplea 1019 días en completar una órbita alrededor del Sol.
Cuno es un asteroide cercano a la Tierra que forma parte del grupo de los asteroides potencialmente peligrosos.

## Características físicas
La magnitud absoluta de Cuno es 14,4 y el periodo de rotación de 3,56 horas. Está asignado al tipo espectral Sq de la clasificación SMASSII.